# Nikola Pilić
Nikola Pilić, detto Nikki (Spalato, 27 agosto 1939), è un ex tennista jugoslavo.

## Carriera

### Carriera da giocatore
Pilić divenne noto nel boicottaggio di Wimbledon del 1973: in quell'anno la federazione tennistica jugoslava dichiarò che Pilić si era rifiutato di rappresentarla nella Coppa Davis. Pilić negò quanto contestatogli ma venne comunque sospeso dalla sua federazione, sospensione sostenuta anche dalla ILTF; questo significava in pratica la sua esclusione dai maggiori tornei tennistici. In reazione a questa decisione, ottantuno professionisti amici di Pilić si ritirarono da Wimbledon.

### Carriera da allenatore
Dopo il ritiro Pilić divenne allenatore e fu il primo capitano a vincere la Coppa Davis per due diverse nazioni, ossia la Germania (nel 1988, nel 1989 e nel 1993) e la Croazia (nel 2005). Inoltre come consulente tecnico ha contribuito alla vittoria della Serbia in Coppa Davis nel 2010. Pilic è stato anche il primo allenatore del giocatore serbo Novak Đoković, in seguito numero 1 del mondo. 

## Statistiche tornei Grand Slam

### Singolare

#### Finali perse (1)
| Anno | Torneo                  | Superficie  | Avversario   | Punteggio     |
| 1973 | Open di Francia, Parigi | Terra rossa | Ilie Năstase | 6-3, 6-3, 6-0 |

### Doppio

#### Vittorie (1)
| Anno | Torneo            | Superficie | Compagno       | Avversari in finale   | Punteggio          |
| 1970 | US Open, New York | Erba       | Pierre Barthès | Roy Emerson Rod Laver | 6–3, 7–6, 4–6, 7–6 |

#### Finali perse (1)
| Anno | Torneo                      | Superficie | Compagno       | Avversari in finale    | Punteggio          |
| 1962 | Torneo di Wimbledon, Londra | Erba       | Boro Jovanović | Bob Hewitt Fred Stolle | 2–6, 7–5, 2–6, 4–6 |